# گندزدا

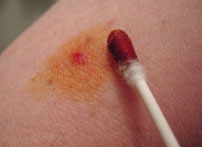
ضد عفونی کردن پوست با استفاده از محلول ید

گندزداها (به انگلیسی: Disinfectant) موادی هستند که برای نابودکردن ارگانیسمهای موجود در محیط و اجسام غیرزنده بکار می‌روند. گندزداها پاک‌کننده ابزار، وسایل، لباس‌ها، سطوح، کاشی‌ها، دستشویی و حمام هستند. این مواد که اغلب شیمیایی هستند با اثر بر باکتری‌ها، ویروس‌ها، قارچ‌ها و سایر ارگانیسم‌ها آن‌ها را از بین می‌برند یا از رشد آن‌ها جلوگیری می‌کنند.
ضدعفونی‌کننده‌ها یا آنتی سپتیک (antiseptic) دسته‌ای از مواد هستند که در سطح پوست، بدن و در بافت‌های زنده استفاده می‌شوند.

## تاریخچه

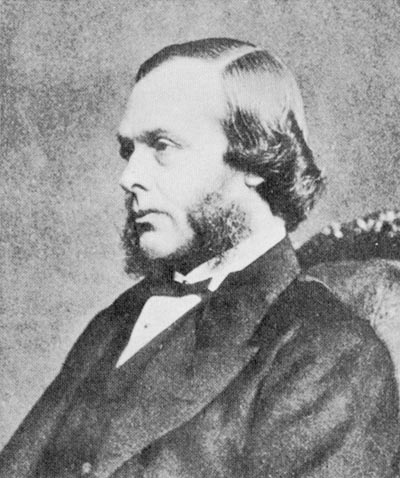
جوزف لیستر جراح انگلیسی نخستین توضیح گسترده پیرامون استفاده نوین از ضدعفونی‌کننده‌ها را بیان نمود.

نخستین توضیح گسترده پیرامون استفاده نوین از ضدعفونی‌کننده‌ها در عمل‌های جراحی در سال ۱۸۶۷ توسط جوزف لیستر جراح انگلیسی و طی مقاله‌ای با نام اصول گندزدایی در عمل جراحی (به انگلیسی: Antiseptic Principle of the Practice of Surgery) منتشر گشت که در آن از نظریهٔ میکروب‌های بیماری‌زا که نخستین بار توسط لویی پاستور بیان شده بود اقتباس گردید. طبق این مقاله استفاده از موادی مانند فنول می‌تواند بسیاری از میکروب‌ها را کشته و محل جراحی را ضدعفونی کند. برخی روش‌های ضدعفونی مشابه در گذشته توسط دانشمندانی چون بقراط و جالینوس و همچنین در کتیبه‌های باستانی سومری بیان گشته‌اند. افرادی چون جوزف اسمیت برای نخستین بار از موادی مانند الکل برای ضدعفونی زخمها و جراحت‌ها استفاده نمودند. نخستین استفاده از مواد ضدعفونی‌کننده را می‌توان در مصر باستان و به هنگام مومیایی کردن اجساد مشاهده نمود. امروزه از محلول آب و فنل که دارای قدرتی خاص و ثابت است به عنوان معیاری برای مقایسهٔ تأثیر و قدرت ضدعفونی‌کننده‌ها استفاده می‌شود.
مدتها قبل از کشف پنی‌سیلین بشر آموخته بود که به‌طور تجربی بعضی مواد خام را به عنوان عامل ضد میکروب مورد استفاده قرار دهد. ۶۰۰–۵۰۰ سال قبل از میلاد، چینیها شیره کپک زده لوبیای شور را برای درمان عفونتها بکار می‌بردند. اصطلاح آنتی بیوز (Antibiosis) اولین بار در سال ۱۸۸۹ به‌وسیله ویلمین برای توجیه ماهیت رقابتی جوامع بیولوژیک که در آن فقط قویترین و اصلح‌ترین زنده می‌ماند، بکار برده شد و چند سال بعد این اصطلاح برای آنتاگونیسم میکروارگانیسمها نیز مورد استفاده قرار گرفت.
کشف اولین ماده آنتی‌بیوتیک به سال ۱۹۲۸ توسط الکساندر فلمینگ صورت گرفت، او به‌طور اتفاقی متوجه اثر ضدباکتریایی ماده مترشحه توسط قارچ پنی‌سیلیوم نوتاتوم شد. هاوارد فلوری (به انگلیسی: Howard Florey) این ماده را تخلیص کرد و با تجویز آن موفق به درمان عفونتها به روش سیستمیک شد. پس از این یافته دانشمندان مواد طبیعی دیگری را هم به عنوان آنتی‌بیوتیک شامل تتراسایکلین، استرپتومایسین و سفالوسپورینها به دست آوردند. پس از شناسایی ساختار این مواد توسط شیمیدانها، با ایجاد تغییرات در آن‌ها انواع آنتی‌بیوتیکهای صنعتی تولید شدند. در نهایت انواع جدید این گونه آنتی‌بیوتیکها با اثر بخشی و ثبات شیمیایی بیشتر نیز تولید شدند.

## فرایند و عملکرد
گندزدایی یعنی استفاده از روش‌های فیزیکی یا شیمیایی به منظور کم کردن بار میکروبی در محیط یا ابزار بی‌جان. استفاده از گندزداها برای تأمین سلامتی بسیار ضروری است و از عوامل مهم پیشگیری از بیماری‌ها بخصوص، بیماری‌های مسری می‌باشد. گندزادیی به معنی سترون کردن نیست و در گندزدایی ارگانیسمهای بسیار مقاوم مانند هاگ باکتریها از بین نمی‌روند.

مواد گندزدا شامل دو دسته هستند، مواد گندزدا ی باکتری کش (به انگلیسی: Bactericide) که قابلیت نابودسازی مستقیم سلول باکتری از طریق نابودسازی دیواره آن که منجر به جذب آب، تورم و ترکیدن آن می‌شود را دارند و مواد گندزدا ی مهارگر باکتری (به انگلیسی: Bacteriostatic) که از رشد و تقسیم سلولی باکتری جلوگیری می‌کنند.

## انواع گندزدایی
گندزدایی به دو روش فیزیکی یا شیمیایی انجام می‌گیرد:
- گندزداهای فیزیکی رایج:

1. حرارت: حرارت بر دو نوع است حرارت مرطوب (اتوکلاو، جوشاندن و پاستوریزه کردن) و حرارت خشک (فور، سوزاندن و شعله)
2. برودت: سرد کردن و فریز کردن
3. خشک کردن: رطوبت برای رشد بسیاری از باکتریها ضروری است
4. نورخورشید: ساده‌ترین و قدیمیترین روش گندزدایی
5. اشعه: اشعه‌های مختلف به ویژه تابش فرابنفش (UV)

## کاربرد اشعه فرابنفش در گندزدایی
طول موجهای کوتاه اشعه ماورای بنفش می‌تواند باکتری‌ها و سایر ارگانیسمهای کوچک را منهدم کند. به همین دلیل برای ضد عفونی کردن سطوح مانند اتاقهای بیمارستانها مورد استفاده قرار می‌گیرند. از پرتو فرابنفش برای ضد عفونی آب، موادخوراکی، تجهیزات پزشکی و لوازم صنعتی و غیره می‌توان استفاده نمود.
دلایل پذیرش اشعه ماوراء بنفش: نیاز به حمل و نقل و انبار مواد شیمیایی ندارد، با تغییرات PH و دما، کارایی آن چندان تغییر نمی‌کند، فراورده جانبی به وجود نمی‌آورد، ایجاد طعم و بوی شیمیایی نمی‌کند، زمان تماس لازم برای گندزدایی بسیار کوتاه می‌باشد و روی گروه هوازی اثر فوق‌العاده دارد.
معایب ضدعفونی اشعه: عدم وجود باقی‌مانده ضدعفونی‌کننده، عدم وجود اطلاعات فنی دربارهٔ چگونگی عمل سیستم‌های UV در شرایط مختلف، برای مواد آلی مناسب نیست، برای سطوح غیرقابل دید مثل زوایا و خلل و فرج مناسب نیست و روی بعض از اشیاء اثر کمتری دارد مثلاً اشعه می‌تواند سطوح آلومینیوم و شیشه را استریل کند ولی روی چوب و لاستیک و کاغذ را نمی‌تواند استریل کند.

## گندزداهای شیمیایی رایج

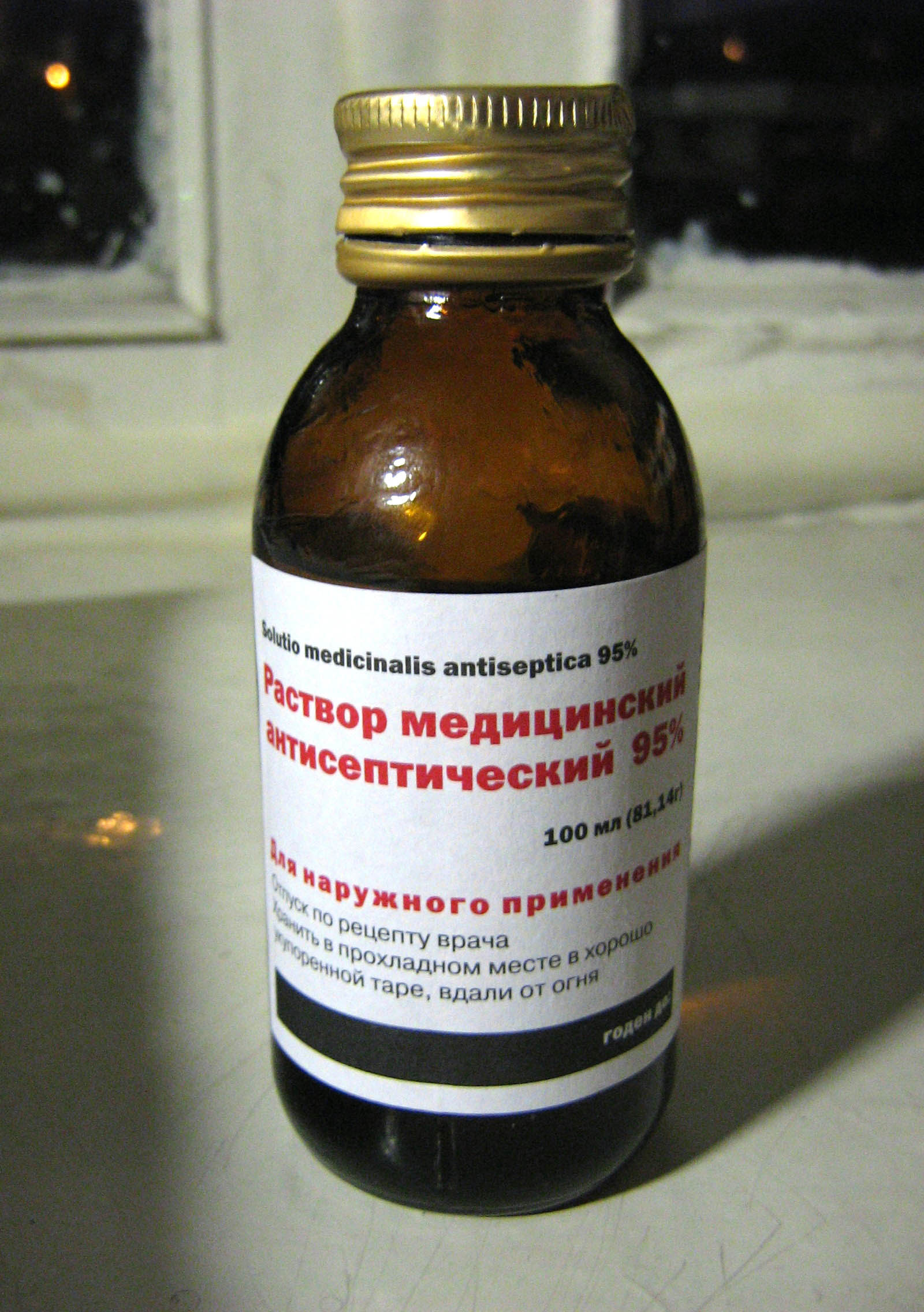
اتانول با غلظت ۹۵ درصد نمونه‌ای از یک گندزدا

### الکل
الکل‌ها (مانند: اتانول ۶۰ تا ۹۰ درصد، ایزوپروپیل الکل یا ۱-پروپانول ۶۰ تا ۷۰ درصد. هرچند الکلها اصولاً به عنوان مواد ضدعفونی‌کننده بکار می‌روند. هرچند الکل از قدیمیترین مواد گندزداست ولی به دلیل تبخیر سریع، احتمال آتش گرفتن و غیرمؤثر بودن بر برخی ارگانیسمها کاربرد آن وسیع نیست. الکل اغلب موجب دناتوره شدن پروتئین‌های غشای خارجی باکتریها می‌شود. محلول ۷۰٪ الکل در آب بر اغلب باکتریها مؤثر است ولی برای غیرفعال کردن ویروسهای دارای غشای لیپیدی (مانند HIV، هپاتیت B و خانواده کرونا ویروس) محلول ۸۰٪ اتانول+ ایزوپروپیل۵٪ لازم است.

### آلدئیدها
مانند فرمالدئید و گلوتارآلدئید.
فرمالدئید میکروب کشی قوی است و تمام انواع میکروب‌ها را نابود می‌کند. غلظت یک درصد آن، ضد میکروب سل است. از این ماده برای ضدعفونی اماکن و وسایل، ابزار جراحی، دستگاه دیالیز و آندوسکوپی استفاده می‌شود. فرمالدئید برای ضدعفونی کردن مکان‌هایی که میکروب‌های تب‌زا، میکروب عامل سوزش طحال، میکروب سل و میکروب عامل خونریزیهای شدید آلوده شده باشند، بسیار مناسب است.
برای این منظور می‌توان نیم لیتر از این محلول را در ظرفی روی اجاق قرارداد تا بخارهای حاصل از آن، اتاق را ضدعفونی کند. البته بخارات آن سمی است و نباید در معرض آن قرار گرفت. از فرمالدئید می‌توان برای ضدعفونی کردن زخم و پوست استفاده کرد. چون برای ریزجانداران سمّی و همچنین فرار است.
گلوتار آلدئید (Glutaraldehyde) به عنوان یک گندزدای سرد برای عفونت زدائی و تمیز نمودن تجهیزات حساس به گرما همچون ابزار دیالیز، برونکوسکوپ‌ها، آندوسکوپ‌ها و تجهیزات معاینه گلو، گوش و بینی استفاده می‌شود.

### آب ژاول
ماده اصلی موجود در آب ژاول ترکیبی فوق‌العاده قوی به نام هیپوکلریت سدیم است که آن را با درصد خیلی کم (۵ درصد) در آب حل کرده و با نام‌های مختلف تحت عنوان سفیدکننده به بازار عرضه می‌کنند. آب ژاول برای ضدعفونی سرویس بهداشتی، آشپزخانه، لباس مناسب است و نیزبرای ضدعفونی کردن آزمایشگاه‌هایی که در معرض ویروس هپاتیت قرار دارند (بخش همودیالیز)، استفاده می‌شود.
محلول هیپوکلریت یا آب ژاول، تمام میکروب‌ها اعم از قارچ، ویروس و باکتری را نابود می‌کند. این محلول را باید در ظروف مات و سربسته نگهداری و از بکار بردن آن به همراه جوهر نمک جدا خودداری کرد.

### ساولن
ساولن در گندزدایی سریع ابزارها و وسایل پزشکی و جراحی و همچنین شستشوی دست جراح و تمیز کردن زخم‌ها کاربرد دارد. همچنین محلول یک درصد آن برای ضدعفونی زخم‌ها و شستن پوست دست و بدن بسیار مناسب است. این ماده باکتری کش قوی است، ولی بر ویروس‌ها اثری ندارد. از تماس ساولن با چشم و گوش باید جلوگیری کرد.
ورود آن در گوش باعث کر شدن می‌شود. ساولن باید به دور از نور و در ظرف‌های کدر نگهداری شود. درب ظروف محتوی ساولن نباید چوب پنبه‌ای و پلاستیکی باشد. زیرا این مواد، ساولن را خراب می‌کنند. ساولن توسط صابون شسته و بی‌اثر می‌شود.

### فنل
فنل در غلظت دو درصد، اکثر میکروب‌ها را از بین می‌برد. در بیمارستان‌ها برای ضدعفونی سطوح و ظروف آزمایشگاهی استفاده می‌شود و نیز در صابون‌ها و شامپوها به عنوان ماده محافظ بکار می‌رود. فنل یک ضدعفونی‌کننده مناسب برای مدفوع است، لذا از محلول ۵۰ درصد آن در برخی از صابون‌های دستشویی نیز استفاده می‌شود. فنل برای انسان سمی است.

### کلر
کلر، عنصری است که در ساختمان بسیاری از رنگ برها و سفیدکننده‌ها و ضدعفونی‌کننده‌ها بکار می‌رود. کلر، در مورد هر سه دستهٔ میکروب‌ها (قارچ، باکتری و ویروس) فعال است. کلر برای ضدعفونی آب استخر و آب آشامیدنی استفاده می‌شود و همچنین از پرکلرین، برای ضد عفونی سبزی‌ها و میوه‌جات استفاده می‌شود.
برخی دیگر از گندزداها ی رایج شامل بوریک اسید، سبز درخشان (دی‌وای‌ای)، کاتیون آمونیوم چهارتایی، آب اکسیژنه، ازن، کلرهگزیدین، محلول ید در الکل، مرکورکرم، سورفکتانت، چندهگزانید (به انگلیسی: polyhexamethylene biguanide)، فنول، جوش شیرین، کلسیم هیپوکلریت، کرئولین ،آهک، دکونکس، کلرامین-تی، سدیم کلرید، سوپر رسیلین و میکروتن (micro 10) هستند.

## سطح‌بندی
بخشهای مختلف مراکز درمانی از لحاظ خطر انتقال عفونت و حساس بودن به سه دسته تقسیم می‌شوند:
1. سطوح بااهمیت بالا که نیاز به گندزدایی مرتب و اصولی دارند مانند اتاق عمل-ICU- زایشگاه و نوزادان- اتاقهای ایزوله
2. سطوح بااهمیت متوسط مانند بخشها و اتاق‌های بستری بخشها.
3. سطوح بااهمیت پایین مانند قسمت‌های اداری بیمارستان.

همچنین خود مواد گندزدا را از نظر سطح گندزدایی به ۳ دسته تقسیم می‌کنند:
- الف. مواد گندزدای قدرت بالا H.L.D(High Level Disinfectant) مانند جرمی ساید، پراکسید هیدروژن، پراستیک اسید، گلوتارالدئید، فرمالدئید
- ب. مواد گندزدای قدرت بینابینی (I.L.D) Intermediate Level Disinfectant مانند ترکیبات کلر، ترکیبات ید (بتادین –الکل یده) الکل ۷۰ درجه) بیشتر از ده دقیقه)
- ج. مواد گندزدای قدرت پایین (L.L.D) Low Level Disinfectant مانند ترکیبات فنل – ترکیبات آمونیوم

مواد گندزدای سطح بالا (H.L.D) باعث کشته شدن تمام ارگانیسم‌ها به جز تعداد زیادی از اسپورها می‌شوند. این مواد در صورتی که مدت زمان تماس آن‌ها (۱۲ – ۳ ساعت) افزایش یابد می‌توانند عمل استریلیزاسیون (استریلیزاسیون شیمیایی) را انجام دهند. مواد گندزدای بینابینی (I.L.D) باعث کشته شدن همه ارگانیسم‌های وژتاتیو (که قادر به جوانه زدن می‌باشند) از جمله مایکوباکتریوم توبرکلوزیس و بیشتر ویروس‌ها و قارچ‌ها می‌شوند و مواد گندزدای سطح پایین (L.L.D) باعث حذف خیلی از باکتری‌های وژتاتیو، قارچ‌ها و ویروس‌های دارای پوشش می‌شوند و به‌طور معمول برای پاکسازی سطوح استفاده می‌شوند.

## نکات قابل توجه در استفاده
- ضدعفونی‌کننده‌ها و گندزداها تنها برای استعمال خارجی است و از ورود آن‌ها به دهان، چشم، گوش و دستگاه تنفسی جدا باید جلوگیری کرد.
- عوامل بی‌اثرکننده ضدعفونی‌کننده‌ها را باید شناخت و از تماس آن‌ها با هم جلوگیری کرد. برای مثال تی کشیدن و تمیز کردن با ابر و اسفنج، باعث بی‌اثر کردن مواد ضدعفونی‌کننده می‌شود. علت این امر را این گونه می‌توان بیان کرد که چوب، کتان، پارچه، لاستیک‌ها و پلاستیک‌ها، سبب خنثی و بی‌اثر کردن فنل‌ها و ساولن می‌شوند.
- مواد ضدعفونی‌کننده را نباید با هم استفاده کرد. مثلاً صابون، ساولن را بی‌اثر می‌کند.
- مواد ضدعفونی‌کننده را باید در مقادیر کم استفاده نمود.
- اثر میکرب کشی هر گندزدایی با آب داغ بیشتر می‌شود. (با آب ژاول و ید، این کار را نباید کرد)

## فرگشت پایداری
در اثر رویارویی مداوم با پادزیست و گندزداها باکتری‌ها با گذشت زمان در اثر جهش‌های زیستی دچار فرگشت یا تکامل می‌شوند که این تکامل شامل مقاومت و پایداری در مقابل آن مادهٔ پادزیست یا گندزدا است.

## غلظت گندزدا
غلظت گندزدا باید کاملاً غلظت متناسب و تنظیم شده‌ای باشد، زیرا غلظت کم می‌تواند حتی منجر به رشد بیشتر ریزجاندارانی مانند باکتری‌ها و ویروس‌هایی که نسبت به آن گندزدا پایداری و مقاومت دارند شود و غلظت بالا می‌تواند منجر به آسیب رسیدن به بافت‌های منطقه شده و هنگام بهبود جراحت را درازا ببخشد.